# Polyptychus
Polyptychus é um gênero de mariposa pertencente à família Bombycidae.